# Honey Baby
Pour plus de détails, voir Fiche technique et Distribution.
Honey Baby est un road movie finnois réalisé par Mika Kaurismäki en 2003, inspiré du mythe grec d'Orphée et Eurydice.

## Scénario
Un artiste sans le sou s'entiche d'une jeune mariée aux noces de laquelle il aurait dû jouer de la musique. Ensemble, ils vont parcourir l'immense URSS, passant par l'expérience d'un cirque ambulant, avant de redécouvrir le bordel pour riches dont elle avait été sortie en vue du mariage avec un riche truand. 

## Fiche technique
Source : IMDb, sauf mention contraire
- Titre original : Honey Baby
- Réalisateur : Mika Kaurismäki
- Scénariste : Eike Goreczka, Mika Kaurismäki et Ulrich Meyszies
- Producteurs : Sergey Melkumov, Ulrich Meyszies et Yelena Yatsura
- Musique du film : Uwe Dresch et Andreas Schilling
- Directeur de la photographie : Timo Salminen
- Montage : Karen Harley et Mika Kaurismäki
- Distribution des rôles : Richard Pagano et Alla Petelina
- Création des décors : Jurgis Karsons	et Peter Weber
- Création des costumes : Patricia Puisy
- Sociétés de production : Eho Filma, Marianna Films, Slovo et Stamina Films
- Société de distribution : Senso Films Oy
- Format : Couleur - 1,85:1 - 35 mm  - Son  Dolby Digital
- Pays d'origine :  Finlande
- Genre : Film dramatique
- Durée : 105 minutes
- Dates de sortie :	
  - Suède : 23 janvier 2004 (Festival international du film de Göteborg)[1]
  - Finlande : 25 février 2005

## Distribution
- Henry Thomas : Tom Brackett
- Irina Björklund : Natasha (Honey Baby)
- Helmut Berger : Karl / Hades
- Kari Väänänen : le grand Enrico
- Yelena Gorbunova : Anna
- Katerina Golanova : Olga
- Aleksandrs Radzevics : Bello
- Bela B. Felsenheimer : Martin, l'agent de Tom
- Kai Wiesinger : Ulrich